# Viel-Saint-Remy
Viel-Saint-Remy ist eine französische Gemeinde mit 300 Einwohnern (Stand: 1. Januar 2022) im Département Ardennes in der Region Grand Est (vor 2016 Champagne-Ardenne). Sie gehört zum Arrondissement Rethel, zum Kanton Signy-l’Abbaye und zum Gemeindeverband Crêtes Préardennaises.
Umgeben wird Viel-Saint-Remy von den Nachbargemeinden Launois-sur-Vence im Nordosten, Neuvizy im Osten, Faissault im Südosten, Novion-Porcien im Süden sowie Wagnon im Westen und Nordwesten.

## Geschichte
Die Kirche und das Dorf wurden von der Abtei Saint-Remi gegründet.

## Bevölkerungsentwicklung
| 1962                       | 1968 | 1975 | 1982 | 1990 | 1999 | 2006 | 2013 | 2019 |
| -------------------------- | ---- | ---- | ---- | ---- | ---- | ---- | ---- | ---- |
| 372                        | 351  | 307  | 292  | 241  | 243  | 245  | 290  | 297  |
| Quellen: Cassini und INSEE |      |      |      |      |      |      |      |      |

## Sehenswürdigkeiten
- Kirche Saint-Rémi, erbaut im 16. Jahrhundert, Monument historique seit 1943[1]

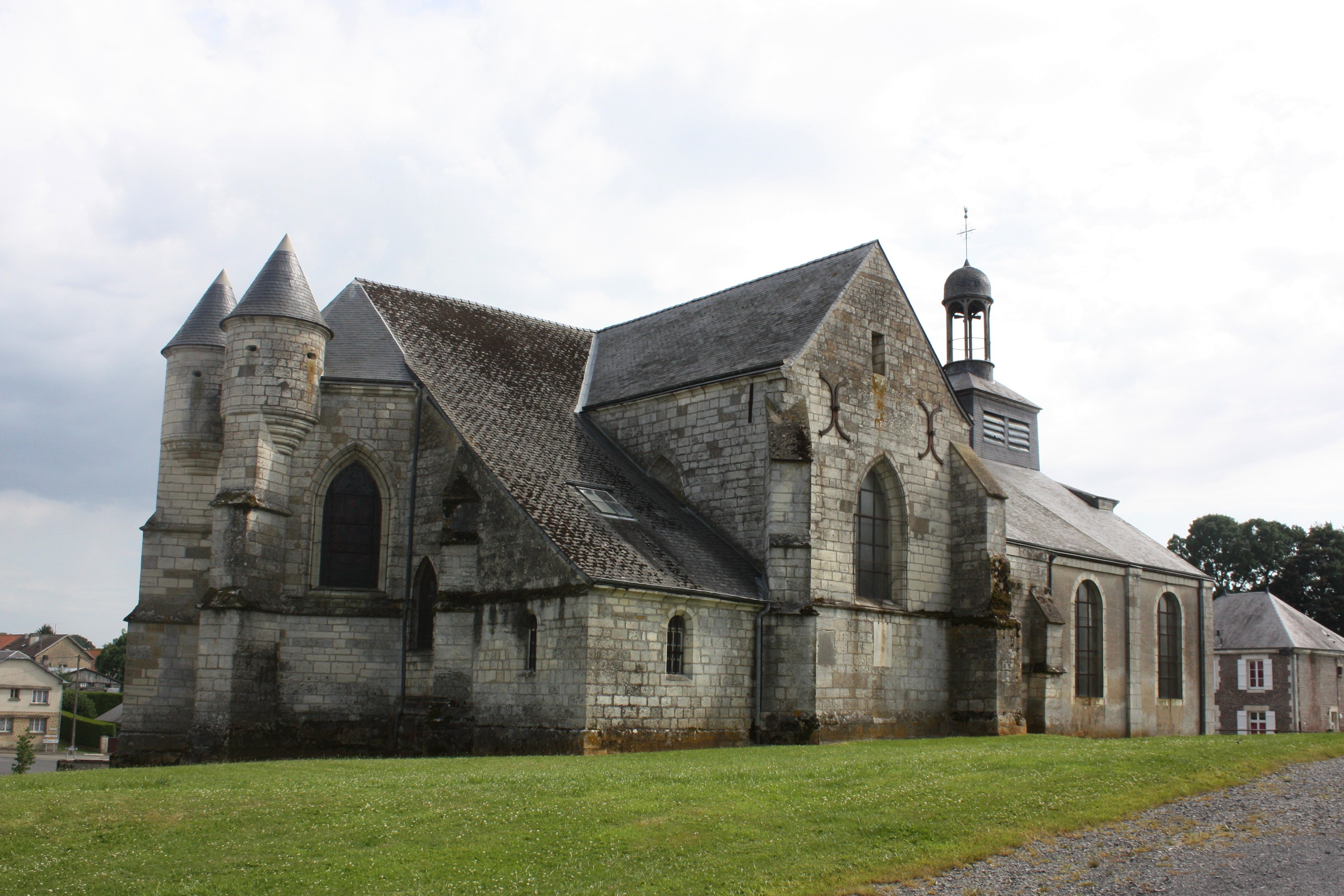
Kirche Saint-Rémi